# La Parole (revue)
Pour les articles homonymes, voir Parole (homonymie).
La revue La Parole ou Revue internationale de Rhinologie, Otologie, Laryngologie et Phonétique expérimentale est dirigée en 1899 par Marcel Natier, docteur en médecine, fondateur du service de rhinologie, otologie et laryngologie de la polyclinique de Paris et par l’abbé Rousselot, docteur ès lettres, professeur à l’Institut catholique et directeur du laboratoire de phonétique expérimentale du Collège de France. Elle succède à la Revue internationale de Rhinologie, Otologie et Laryngologie, fondée et dirigée depuis 1891 par Marcel Natier. Elle est publiée par l'Institut de laryngologie et d'orthophonie, fondé par Natier et Rousselot, dont l'objectif est de corriger les vices de prononciation, les défauts d'oreilles et les troubles respiratoires d'origine fonctionnelle. Les articles publiés concernent : la rhinologie, la laryngologie et l'otologie, la phonétique expérimentale théorique et appliquée à la correction des troubles orthophoniques. 
  
Les secrétaires de la rédaction étaient alors Paul Olivier et Adolphe Zünd-Burguet. Adolphe Zünd-Burguet assurera seul cette fonction dès 1901. Il sera ensuite remplacé en 1903 par Fauste Laclotte, professeur de phonétique expérimentale aux cours de l'Alliance française.
La revue paraîtra de 1899 à 1904. L’Abbé Rousselot fonde ensuite, en 1911, avec Hubert Pernot, la Revue de phonétique.
La Revue est aujourd’hui consultable à la bibliothèque Fels de l’Institut Catholique de Paris et en ligne sur Gallica

## Année 1899
- Adjarian : Les explosives de l’ancien arménien, 119
- Dauzat : Contribution à l’étude des articulations consonantiques, 611
- Egger : Troubles vestibulaires, étude physiologique et clinique, 189
- Galatti : Contribution à l’anatomie du larynx chez l’enfant, 434
- Grégoire : Variation de la durée de la syllabe française, 161, 263, 418 - Note sur l’action du thorax sur la phonation, 718
- Josselyn : De la nasalité en italien, 602 – Note sur i et u consonnes, c[e] et g[e] en italien, 833
- Laclotte : L’harmonique vocalique, 177 – 345
- Maljean : Paralysie isolée du muscle ary-aryténoïdien chez un hystérique, 224
- Meillet : Notes historiques sur les changements des quelques explosives en arménien, 136
- Mullen : Usages chirurgicaux et thérapeutiques de l’extrait aqueux de capsules surrénales, 356
- Natier : La neurasthénie et certaines affections du nez et de la gorge, 289 – Epistaxis spontanées, 561
- Olivier : De la voix chuchotée, 20 – Etiologie et traitement de certains troubles vocaux, 364 – Note sur le traitement des aphonies et dysphonies nerveuses, 382 – Herpès exclusivement laryngé, 594 – Le bégaiement dans la littérature médicale, 721
- Oussof : Études expérimentales sur une prononciation russe, 675, 705
- André Rochon-Duvigneaud : Une cause de dyspnée nasale chez les nouveau-nés, 220
- Roudet : Méthode expérimentale pour l’étude de l’accent, 321
- L’Abbé Rousselot : La phonétique expérimentale ; son objet, appareils et perfectionnements nouveaux,  I. – Notes sur les évolutions phonétiques, 127 – Les articulations irlandaises étudiées à l’aide du palais artificiel, 241 – Historique des applications pratiques de la Phonétique expérimentale, 401 – Études de prononciations parisiennes, . I. Les articulations étudiées à l’aide du palais artificiel, 481 – Recherches de phonétique expérimentale sur la marche des évolutions phonétiques d’après quelques dialectes bas-allemands, 769
- Roussey : Notes sur l’apprentissage de la parole chez un enfant, 791, 870
- Sauvagnat : Herpès exclusivement laryngé, 594
- Schwendt : Examen clinique et acoustique de 60 sourds-muets, 641 – Les restes auditifs des sourds-muets peuvent-ils être utilisés pour leur apprendre à mieux parler, 845
- Stokes : De la rhinoplastie, 212
- A. Thomas : Étude expérimentale sur les fonctions du labyrinthe, 81
- Zünd-Burguet : Applications pratiques de la Phonétique expérimentale, 11, 138 – De la prononciation de l’s et du ch, 281 – Emploi du signal du larynx, 687

## Année 1900
- Gauthiot : De l’accent et de la quantité en lithuanien, 143 – Du traitement phonétique du nun quiescent en persan, 438
- Gradenigo : Sur les différentes méthodes d’acoumétrie et sur la notation uniforme des résultats de l’examen auditif fonctionnel, 129
- Guye : De l’aprosexie nasale. Aperçu critique, 513
- Josselyn : Études expérimentales de phonétique italienne, 422, 449, 673, 739
- Meillet : À propos de l’article de M. Gauthiot sur les intonations lithuaniennes, 193
- Meunier (abbé) : Emploi de la méthode graphique pour l’éducation des sourds-muets, 65
- Natier : La rhinorrhée exclusivement symptomatique de neurasthénie. Son traitement, 321, 389, 482, 535, 648, 705 – Syphilis tertiaire du nez chez une jeune fille, 577
- Olivier : Origine et traitement d’un cas de dysphonie, 99
- Réthi : Polype nasal d’un volume extraordinaire. Elargissement considérable du nez, 385
- Roudet : Abaque pour l’analyse des courbes périodiques, 17 – DE la dépense d’air dans la parole et de ses conséquences phonétiques, 202 – Recherches sur le rôle de la pression sous-glottique dans la parole, 599
- Roussey : Notes sur l’apprentissage de la parole, 23, 86
- Sauvagnat : Chéloïdes du pavillon de l’oreille, 102
- Schwendt : Les restes auditifs des sourds-muets peuvent-ils être utiliser pour leur apprendre à mieux parler, 1
- Thomas : La surdité verbale, 231, 257, 350
- Zienm : Sur les rapports des affections du nez avec les maladies des os et des articulations, 301 – De l’étiologie et de la thérapeutique des affections suppurées du nez et des cavités accessoires, 641

## Année 1901
- Bernheim : L’aphasie motrice, 225, 267, 349, 402
- Bronner : Papillomes récidivants du larynx chez un adulte, 715
- Chavanne : Syndrome otique de l’hystérie, 523
- Comte : Paralysie pseudo-bulbaire et phénomènes laryngés, 1
- Desguin : Acné hypertrophique du nez, 668
- Downie : Traitement des néoplasmes du larynx chez les enfants, 733
- Haring : Papillomes multiples du larynx, 717
- Josselyn : Études expérimentales de phonétique italienne, 41, 85, 161
- Lamb : Laryngite chronique hypertrophique ayant précédé l’apparition de papillomes, 725
- Mackenzie : Traitement des néoplasmes du larynx chez les enfants, 705, 731
- Meillet : Sur la prononciation des aspirées grecques, 449
- Natier : La rhinorrhée exclusivement symptomatique de neurasthénie. Son traitement, 15, 129 – Faux adénoïdisme, 321 – À propos de l’étiologie du stridulisme congénital, 470
- Poix : Mutisme hystérique simulant la paralysie pseudo-bulbaire, 676
- Rigal : Contribution à l’étude des nasales, 556 - Mutisme hystérique simulant la paralysie pseudo-bulbaire, 676
- Roudet : Étude acoustique, musicale et phonétique sur trois chapitres de Vitruve, 65
- Rousselot : Sur la prononciation des aspirées grecques, 450 – Enseignement de la prononciation par la vue, 557 – Synthèse phonétique, 641
- Sympson : Papillomes récidivants du larynx, 729
- Thomson : Etiologie du stridulisme congénital chez l’enfant, 461
- Turner : Etiologie du stridulisme congénital chez l’enfant, 461
- Wingrave : États pathologiques simulant les végétations adénoïdes, 671
- Zünd-Burguet : De la valeur comparative des procédés médicaux ou chirurgicaux et des exercices orthophoniques dans le domaine de certains vices de prononciation, 257 – Rectification de la parole et développement des restes auditifs chez un sourd-muet, 385

## Année 1902
- Abadie : Bégaiement dysarthrique, 321
- Baudon : Acné hypertrophique du nez, 425
- Blondiau : Cas d’épilepsie réflexe d’abcès pharyngien, 612
- Buys : Abcès cérébral d’origine otique avec mastoïde et abcès périsinusien, 109
- Chavasse : Difficultés du diagnostic de certaines complications cérébrales d’origine otique, 21
- Chlumsky : Analyse du courant d’air phonateur en tchèque, 130, 395, 483, 665, 736
- Connal : Furonculose du conduit auditif externe, 105
- Debrie : Bec-de-lièvre congénital compliqué de fissure alvéolo-palatine, 144
- Dide : Paralysie du larynx d’origine centrale, 290
- Downie : Traitement des néoplasmes du larynx chez les enfants, 297 – Injections sous-cutanées de paraffine pour combattre les déformations du nez, 705
- Ferreri : La chirurgie intra-tympanique dans les névroses d’origine otique, 84 – Considérations sur la tuberculose laryngée infantile, 537
- Grünwald : Etiologie et diagnostic des suppurations ethmoïdale et sphnénoïdale, 604
- Hamon du Fougeray : Traitement des goîtres simples, 460
- Hopmann : Abcès rétro-pharyngien, 417 – Anomalie du naso-pharynx, 470
- King : Voix bucco-antrale dans la neurectomie pour la guérison du tic douloureux, 281
- Koenig : Tableau général des nombres de variations de la série des sons musicaux, 654
- Korlen : Quelques expériences pour l’accent tonique en suédois, 2
- Lane : Importance des exercices respiratoires dans les cas d’altérations du naso-pharynx chez l’enfant, 715
- Mackenzie : Traitement des néo-plasmes du larynx chez les enfants, 295
- Makuen : Le langage élément de diagnostic et de pronostic, 478
- Marfan : Paralysie faciale congénitale du côté droit, 96
- Mayer : Affectations de la bouche et de la gorge, 172 – Valeur thérapeutique de l’adrénaline en rhino-laryngologie, 641
- Mckeown : Difficulté d’interprétation et insuffisance de la théorie relative à la surdité adénoïdique, 116
- Monnier : Un cas de perforation syphilitique du palais, 361 – Lupus vulgaire du nez, 365
- Natier : Polype et nocdule vocaux associés à des troubles respiratoires et névropathiques, 193 – Voix de fausset. Origine et traitement respiratoire, 337 – Mycosis du larynx, 449 – Fausses récidives de végétations adénoïdes, 577
- Olivier : Appareil vocal du singe hurleur, 530
- Pearson : Abcès aigus rétro-pharyngiens, 407
- Popovici : Recherches expérimentales sur une prononciation roumaine, 229 – Sur l’accent en serbo-croate, 308 – Les Archives et les Musées phonographiques, 724
- Ripault : Un cas d’actinomycose péri-laryngée, 420
- Rousselot : La parole avec un larynx artificiel, 65 – Enseignement de la prononciation par la vue, 80, 385, 513
- Royet : Nécrose de l’apophyse mastoïde, 57
- Simonin : Les complications de l’angine de Vincent, 179
- Siredey : Stomatite ulcéro-membraneuse staphylo-palatine, 164
- Spiller : Section de la racine sensitive du trijumeau pour la guérison du tic douloureux, 257
- Sympson : Papillomes récidivants du larynx, 294
- Thorne : Dispositions prises à Londres pour l’éducation des sourds, 647
- Toubert : Étude comparée de quelques variétés d’abcès d’origine dentaire, 158
- Urbantschitsch : Exercices acoustiques méthodiques dans la surdité, 29
- Viilemin : Deux cas de polypes naso-pharyngiens, 422

## Année 1903
- Ferreri : Verrue frangée du ventricule de Morgagni, 325 – Tumeurs symétriques des cordes vocales, 428
- King : Adénome du palais, 323
- Montalbetti : Note sur l’emploi de l’ouranine pour la construction des palais artificiels, 425
- Okukura : Quelques observations sur les sons japonais, 410
- Panconcelli-Calzia : Contribution à l’étude des articulations constrictives de l’italien littéraire, 394
- Ppovici : Recherches expérimentales sur une prononciation roumaine, 233
- Rousselot : Phonétique expérimentale et surdité, 1
- Sacleux : Introduction à l’étude des langues bantoues, 345
- Scripture : Quelques perfectionnements apportés à la construction des palais artificiels, 422
- Van Hamel : V et W hollandais, 217

## Année 1904
- Panconcelli-Calzia : De la nasalité en italien